# Berberis chrysacantha
Berberis chrysacantha är en berberisväxtart som beskrevs av Camillo Karl Schneider. Berberis chrysacantha ingår i släktet berberisar, och familjen berberisväxter. Inga underarter finns listade i Catalogue of Life.